# صموئيل ماسون
صموئيل ماسون (بالإنجليزية: Samuel Mason)‏ هو قاضي أمريكي، ولد في 1739 في نورفولك في الولايات المتحدة، وتوفي في 1803 في مقاطعة جيفرسون في الولايات المتحدة.